# Pèlerinage d'Aix-la-Chapelle
Le pèlerinage d’Aix-la-Chapelle (en allemand Aachener Heiligtumsfahrt ou Aachenfahrt) a lieu tous les sept ans. Les pèlerins y viennent vénérer les reliques reposant dans le Marienschrein (la châsse de la Sainte Vierge Marie). Au nombre de quatre, elles sont présentées comme :
- L'habit dont était vêtue Marie lors de la naissance de Jésus ;
- Les langes de Jésus ;
- Le drap dans lequel on enveloppa la tête de Saint Jean-Baptiste après sa décapitation ;
- Le pagne que portait Jésus lors de sa crucifixion.

Les sanctuaires
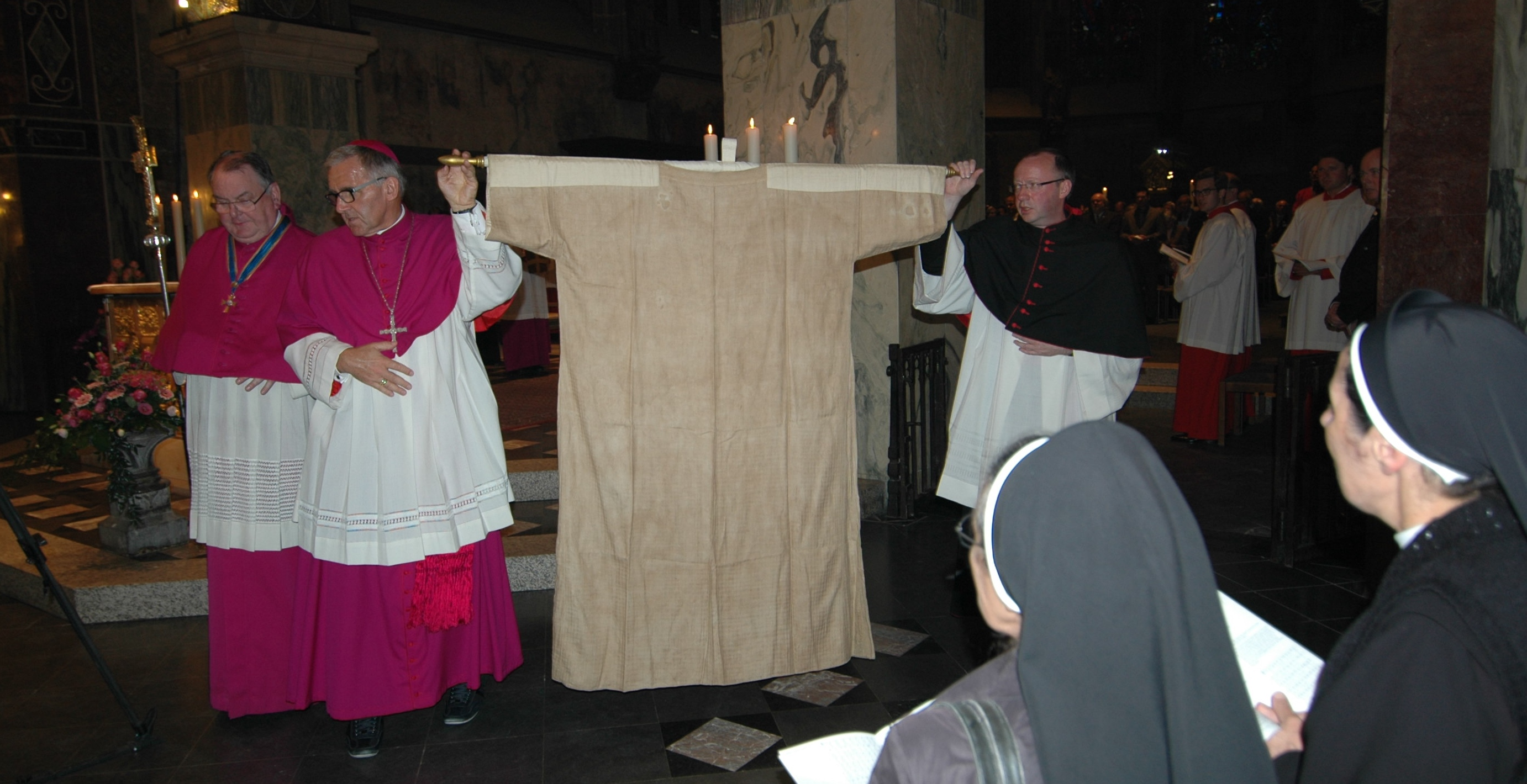
Robe de Marie
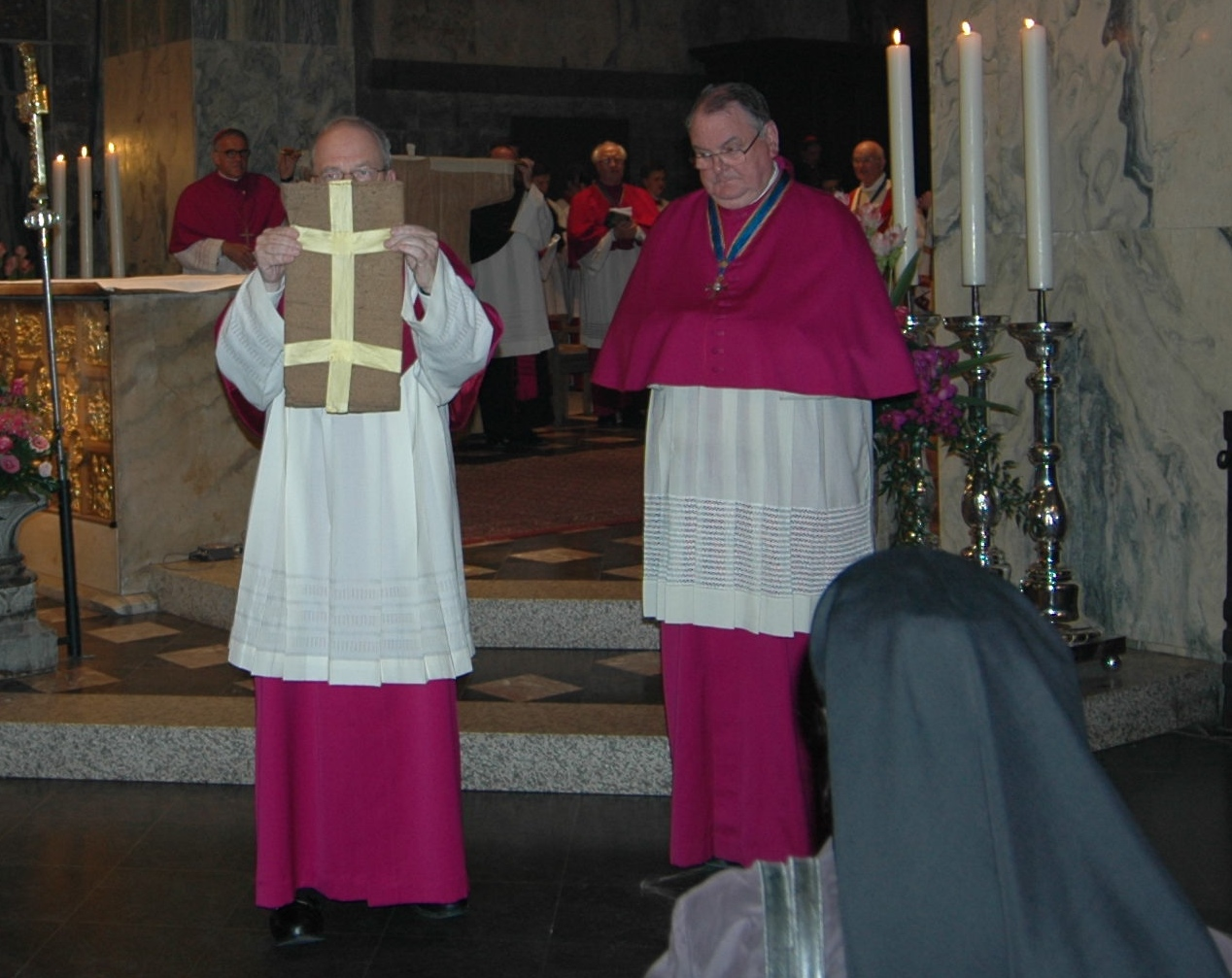
Couches de Jésus
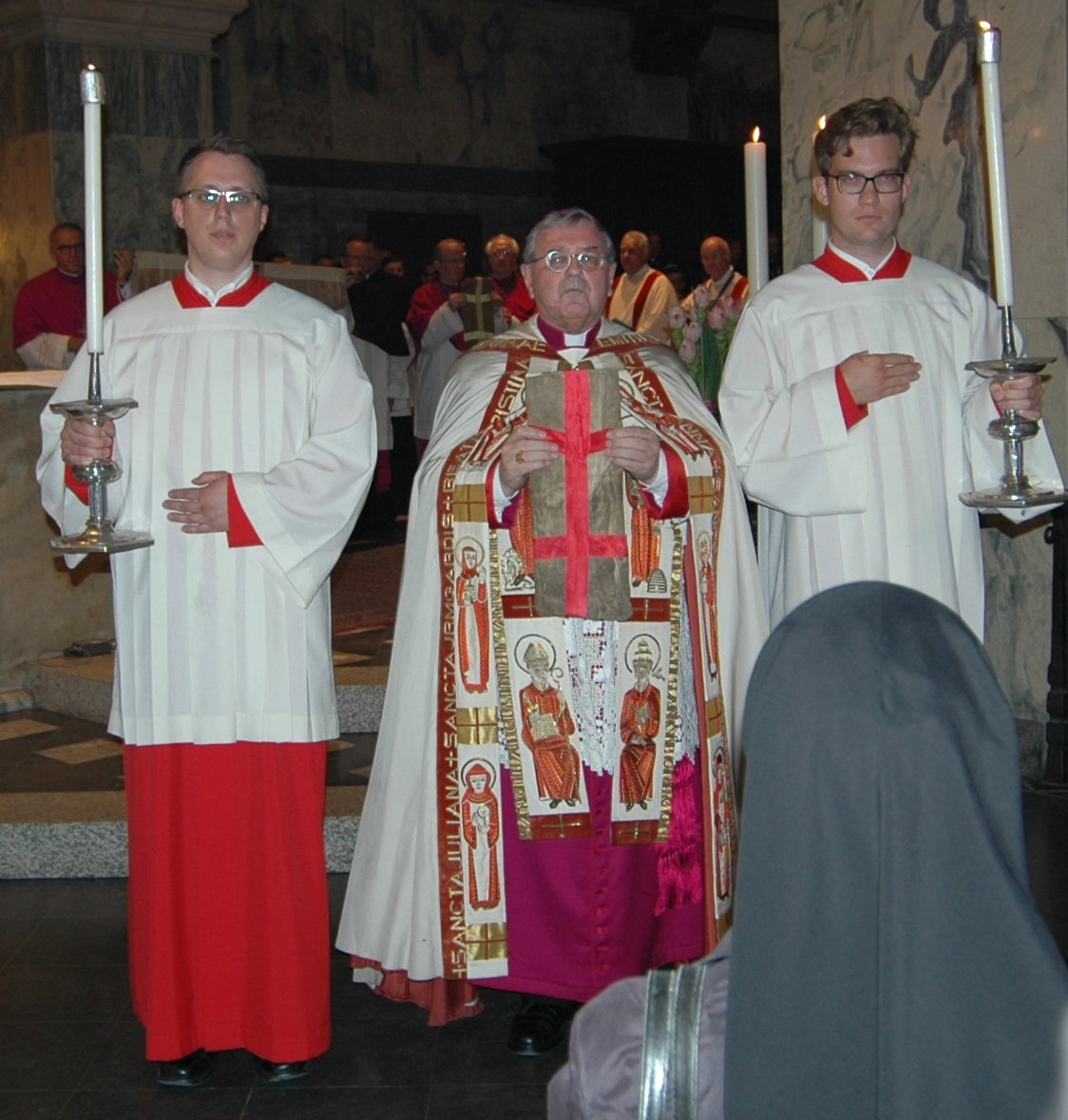
Pagne de Jésus
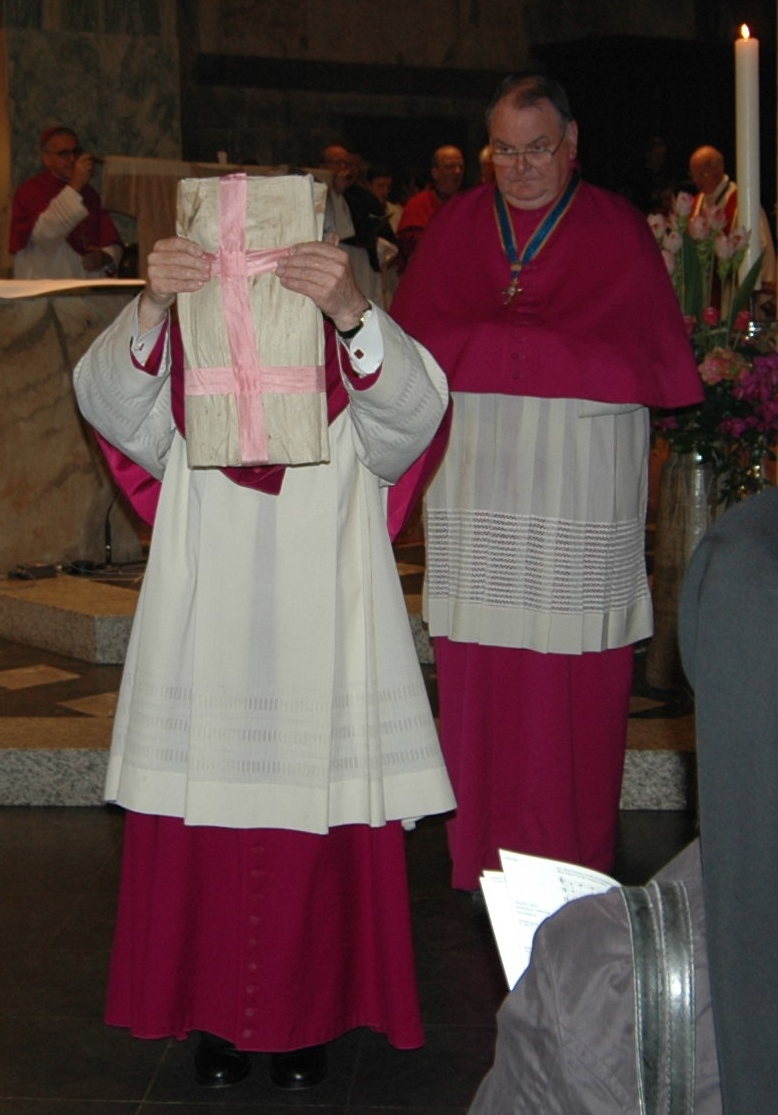
Décapitation de Jean-Baptiste

Ces reliques sont conservées dans la cathédrale depuis l'époque de Charlemagne.

## Source
- (de) « Aachener Heiligtumsfahrt », dans Meyers Taschenlexikon, vol. 1, Mannheim, Bibliographischen Institut & F. A. Brockhaus, 1987, p. 8.L’article de cette encyclopédie affirme que le pèlerinage a lieu dans la semaine du 17 juillet, ce qui est erroné.